# De Laval
de Laval är en svensk adlig släkt som härstammar från Frankrike. Stamfadern, Claude de Laval, invandrade till Sverige 1622, tjänade sig upp från soldat till överstelöjtnant vid Smålands kavalleri och blev slottshauptman i Vadstena samt adlades 1646 på nr 355.

## Medlemmar av släkten
- Carl de Laval (1680–1750), militär
- Ebba de Laval (1851–1944), skolledare
- Erik de Laval (1888–1973), modern femkampare och fäktare
- Georg de Laval (1812–1868), militär och företagsledare
- Georg de Laval (1883–1970), militär och idrottsman
- Gustaf de Laval (1845-1913), uppfinnare och civilingenjör
- Jacques de Laval (1847–1899), svensk militär
- Jacques de Laval (1881–1965), svensk militär
- Jan de Laval (1948–2019), regissör och skådespelare
- Karin de Laval (1894–1973), översättare (ingift)
- Palne de Laval (1804–1883), jurist och riksdagsman